# Gran Premi d'Espanya de Motocròs 125cc
|  | Per a altres significats, vegeu «Gran Premi d'Espanya de Motocròs». |

El Gran Premi d'Espanya de Motocròs en la cilindrada de 125cc (en castellà, Gran Premio de España de Motocross 125cc), abreujat GP d'Espanya de 125cc, fou una prova puntuable per al Campionat del Món de motocròs que es va celebrar a l'estat espanyol entre 1973 i 2003, és a dir, des de la primera edició del Campionat d'Europa fins al final del Campionat del Món d'aquesta cilindrada (el 2004, la històrica categoria dels 125cc fou reconvertida a la nova MX2).
Sorgit com a continuació del Trofeu Ramon Monsonís, que es venia disputant a Montgai (Noguera) d'ençà de 1966, el Gran Premi d'Espanya es disputà gairebé sempre al llarg de la seva història a Catalunya -primer a Montgai i després a Bellpuig-, tret de dues edicions que es van fer a Morón de la Frontera (1998-1989) i una altra a Jerez de la Frontera (1992). D'entre tots aquests escenaris, el més reeixit fou potser el Circuit del Cluet de Montgai, on l'organitzà el Moto Club Segre de 1973 a 1986, essent considerat a la seva època com un dels millors esdeveniments del calendari internacional.

## Història
Organitzat pel Moto Club Segre, el 1966 es començà a disputar al Circuit El Cluet, situat al turó homònim de Montgai, una prova internacional de motocròs anomenada Trofeu Ramon Monsonís, inicialment per a motocicletes de 250 cc. Aquesta prova es repetí anualment fins que el 1973, aprofitant que la FIM instaurà aquell any el Campionat d'Europa de 125cc, es restringí a aquesta cilindrada per tal de poder acollir el I Premi d'Espanya puntuable per a aquest nou campionat. L'experiència es repetí l'any següent, i el 1975, quan el Campionat d'Europa esdevingué mundial, la prova passà a anomenar-se Gran Premi d'Espanya.

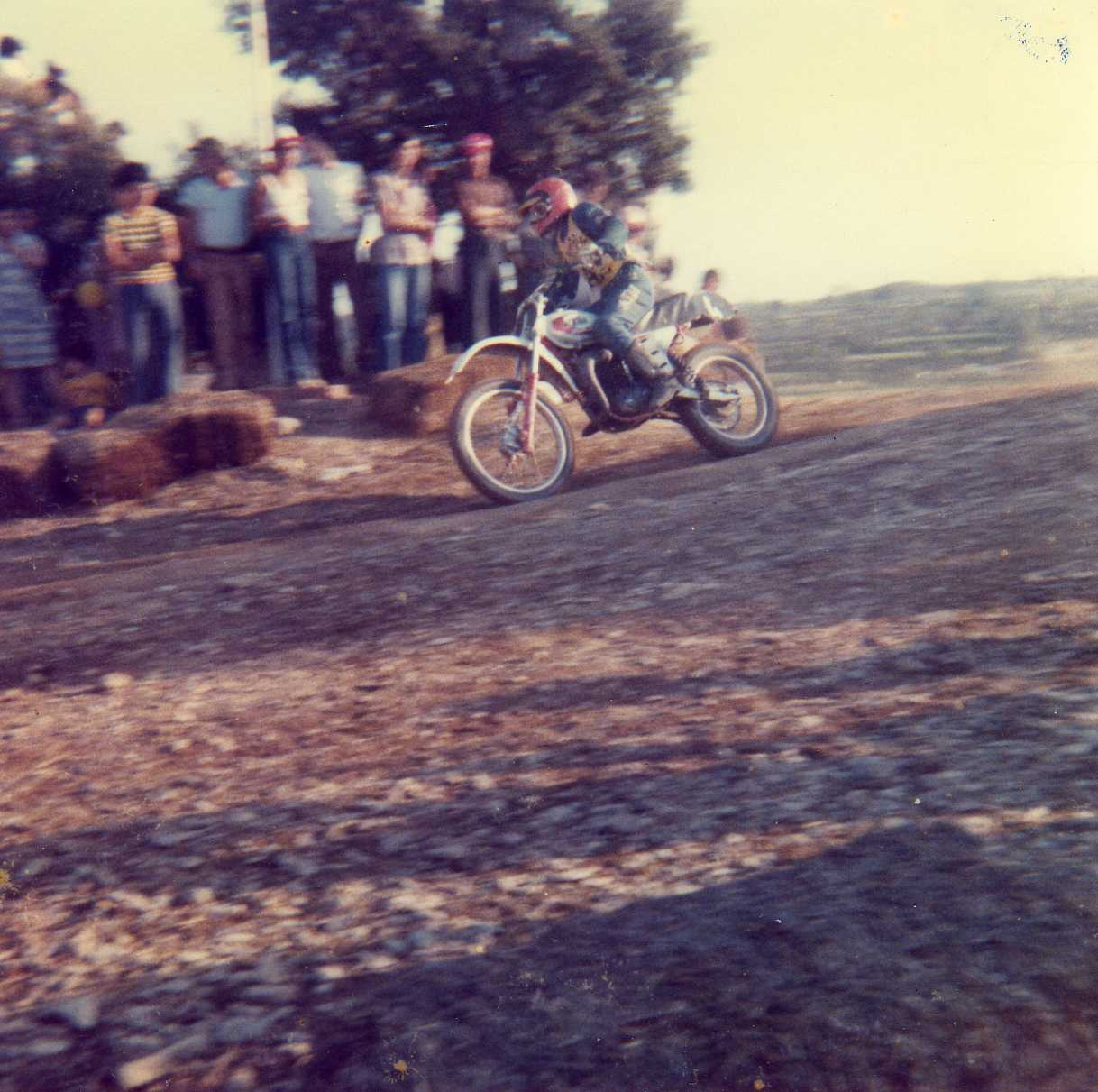
Siegfried Lerner (KTM) durant el GP d'Espanya de 1978

El Gran Premi romangué al circuit El Cluet fins al 1986. A partir de l'any següent, la prova es deixà de celebrar fins al 1992, en què es feu al Circuit de Jerez, tornant a desaparèixer tot seguit del calendari internacional fins al 1994, en què tornà definitivament a Catalunya, aquest cop al nou Circuit de Motocròs de Catalunya de Bellpuig (conegut també com a Circuit de Montperler). Aquest circuit s'havia creat no feia gaire amb la intenció de prendre el relleu de l'històric circuit El Cluet, com així fou, ja que des d'aquell 1994 fins al 2000 acollí el Gran Premi de 125cc.
A partir del 2001, Bellpuig passà a acollir el Gran Premi d'Espanya de totes tres categories -125, 250 i 500cc- fins al 2003 (tot i que aquest any els 250cc es conegueren com a Motocross GP i els 500cc com a 650cc). Amb la nova estructuració de categories del mundial endegada el 2004, la denominació de 125cc desaparegué per sempre més i des d'aleshores el Circuit de Bellpuig acollí el Gran Premi d'Espanya de MX1 i MX2, les considerades com a categories reines. Des d'aleshores s'hi mantingué amb força èxit organitzatiu, fins al punt que el 2006 rebé el premi a la millor prova de l'any per la seva gestió i desenvolupament. A partir del 2009 la denominació canvià ja oficialment a Gran Premi de Catalunya, nom amb el qual es mantingué fins al 2010 com una de les proves clau del calendari. Les edicions previstes per a les temporades de 2011 i 2012, però, hagueren de ser suspeses a causa de la crisi econòmica.

### Trofeus complementaris
Amb el pas dels anys, el Gran Premi anà incorporant a la seva condició trofeus i guardons complementaris, els quals s'afegien al seu títol oficial (l'edició de 1978, per exemple, s'anomenava oficialment: XIII Trofeu Ramon Monsonís, IV Gran Premi d'Espanya, Premi Internacional Camel). Aquesta singularitat es mantingué fins a la desaparició del Circuit de Montgai.
A banda, durant el cap de setmana del Gran Premi s'acostumava a celebrar altres curses complementàries, habitualment de pilots de categories Júnior i Sènior, per tal d'acabar d'omplir el programa.

### Horaris i curses

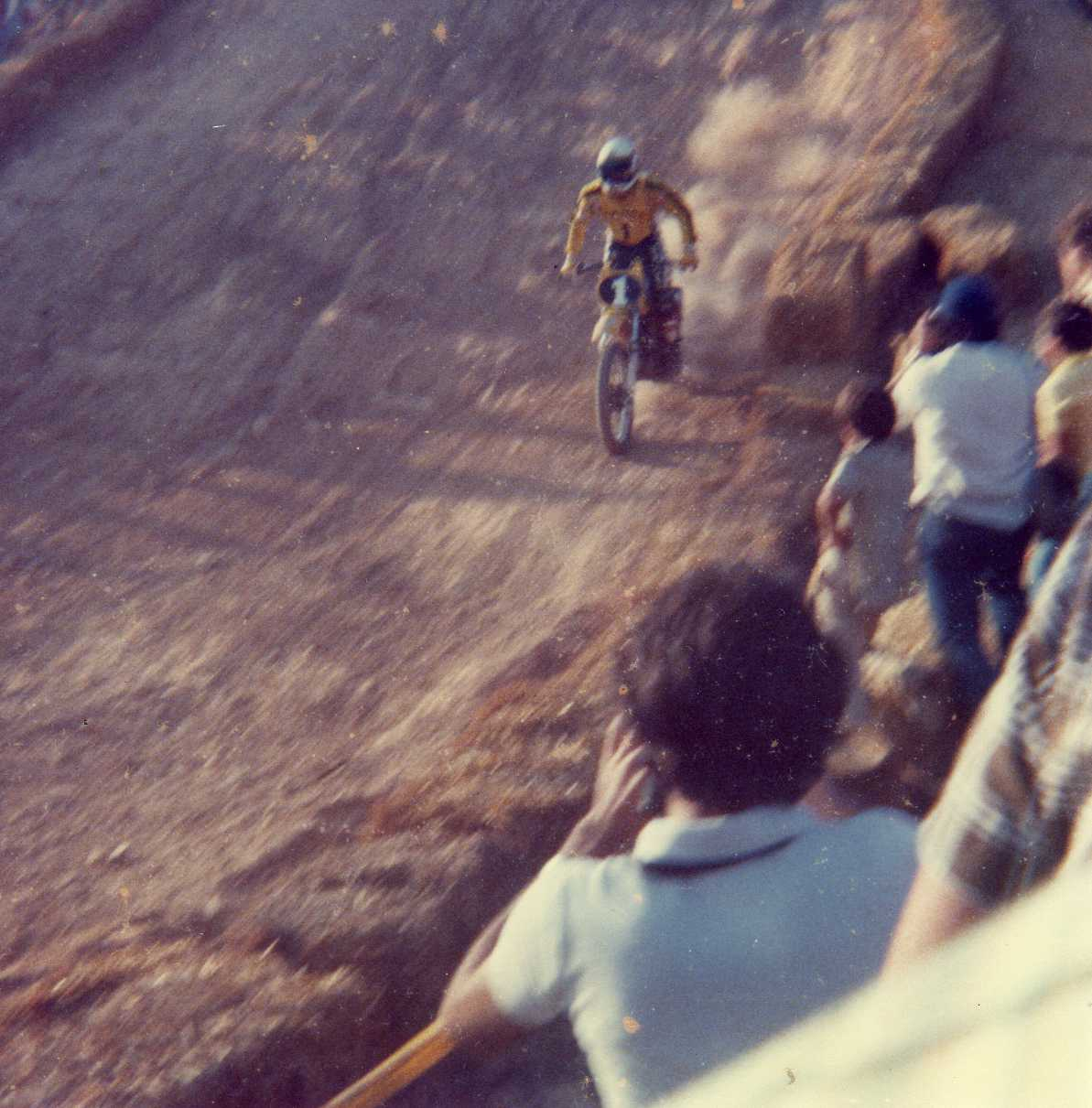
Gaston Rahier durant el GP d'Espanya de 125cc de 1978, al Circuit del Cluet

El desenvolupament del Gran Premi ha anat variant al llarg dels anys, tot adaptant-se als canvis de normativa i evolució d'aquest esport. A mitjan anys setanta, el Gran Premi constava de dues mànegues de 40 minuts més dues voltes cadascuna, amb un descans entre mànegues d'una hora. En aquells temps era habitual que durant la setmana anterior a l'esdeveniment hi hagués entrenaments lliures, dissabte cronometrats i diumenge de bon matí es feien els definitius, que decidien l'ordre a la graella de sortida. Ja més cap a l'època actual la duració i nombre de mànegues tornà a variar algun altre cop, però actualment tornen a fer-se'n dues.
Un exemple típic d'un programa de curses del Gran Premi d'Espanya podria ser aquest, extret del programa original de l'esdeveniment de 1978 (12 i 13 d'agost) editat pel Moto Clubs Segre. S'hi pot veure com les curses es disputaven a la tarda, ja que la forta calor a La Noguera en ple mes d'agost feia inviable de celebrar-les al matí:
| Dia      | Hora inici | Hora final | Programa                                                                    |
| -------- | ---------- | ---------- | --------------------------------------------------------------------------- |
| Dissabte | 9:00       | 13:00      | Recepció dels participants a l'Ajuntament de Montgai                        |
| Dissabte | 14:00      | 16:00      | Verificació de llicències al circuit                                        |
| Dissabte | 15:00      | 18:00      | Entrenaments lliures dels pilots internacionals                             |
| Dissabte | 18:00      | 19:00      | Verificació tècnica de motocicletes i indumentària al circuit               |
| Dissabte | 21:00      | -          | Reunió del jurat internacional al Parador Comte Jaume d'Urgell, de Balaguer |
|          |            |            |                                                                             |
| Diumenge | 9:00       | 10:00      | Verificació categories júnior i sènior                                      |
| Diumenge | 10:00      | 11:00      | Entrenaments oficials categories júnior i sènior                            |
| Diumenge | 11:00      | 13:00      | Entrenaments oficials categoria internacional                               |
| Diumenge | 13:30      | 15:30      | Verificacions de pes i soroll motos internacionals                          |
| Diumenge | 15:30      | -          | Segona reunió del jurat internacional                                       |
| Diumenge | 16:00      | 16:25      | Primera mànega pilots júnior i sènior                                       |
| Diumenge | 16:30      | 16:50      | Presentació dels pilots internacionals                                      |
| Diumenge | 17:00      | 17:50      | Primera Mànega GP d'Espanya 125cc                                           |
| Diumenge | 18:00      | 18:25      | Segona mànega pilots júnior i sènior                                        |
| Diumenge | 18:30      | 18:50      | Lliurament trofeus pilots júnior i sènior                                   |
| Diumenge | 19:00      | 19:50      | Segona Mànega GP d'Espanya 125cc                                            |
| Diumenge | 20:00      | -          | Lliurament trofeus pilots internacionals                                    |
| Diumenge | 21:30      | -          | Tercera reunió del jurat internacional a l'Ajuntament de Balaguer           |
| Diumenge | 22:30      | -          | Lliurament de premis als salons de l'Ajuntament de Balaguer                 |

## Edicions

### Esdeveniment precursor
| Esdeveniment                  | Circuit          | Població         | Organitzador    | Data usual | De   | A    | Edicions |
| ----------------------------- | ---------------- | ---------------- | --------------- | ---------- | ---- | ---- | -------- |
| Trofeu Ramon Monsonís (250cc) | Circuit El Cluet | Montgai, Noguera | Moto Club Segre | A l'agost  | 1966 | 1972 | 7        |

### GP d'Espanya de 125cc
| Circuit              | Població             | Organitzador      | Data usual         | De   | A    | Edicions |
| -------------------- | -------------------- | ----------------- | ------------------ | ---- | ---- | -------- |
| Circuit El Cluet     | Montgai, Noguera     | Moto Club Segre   | A l'agost          | 1973 | 1986 | 13       |
| Circuit de Morón     | Morón de la Frontera | ?                 | Entre abril i maig | 1988 | 1989 | 2        |
| Circuit de Jerez     | Jerez de la Frontera | Circuito de Jerez | 29 de març         | 1992 | 1992 | 1        |
| Circuit de Catalunya | Bellpuig, Urgell     | Moto Club Segre   | Entre març i abril | 1994 | 2003 | 10       |
| Total                | 4                    | 3                 |                    |      |      | 26       |

Notes
1. ↑   Les edicions de 1973 a 1974, l'esdeveniment s'anomenà Premi d'Espanya de 125cc. El 1985, el circuit El Cluet acollí el GP de 250cc.
2. ↑   Del 2001 al 2003, el GP ho fou de 125, 250 i 500cc alhora.

### Esdeveniments successors
| Esdeveniment                   | Circuit              | Població         | Organitzador    | Data usual    | De   | A    | Edicions |
| ------------------------------ | -------------------- | ---------------- | --------------- | ------------- | ---- | ---- | -------- |
| Premi d'Espanya de 125cc (UEM) | Circuit de Catalunya | Bellpuig, Urgell | Moto Club Segre | ?             | 1993 | 1993 | 1        |
| GP d'Espanya de MX1 i MX2      | Circuit de Catalunya | Bellpuig         | Moto Club Segre | Cap a l'abril | 2004 | 2008 | 5        |
| GP de Catalunya de Motocròs    | Circuit de Catalunya | Bellpuig         | Moto Club Segre | Al maig       | 2009 | 2010 | 2        |

## Palmarès
A l'hora d'interpretar aquest resultats, cal tenir present que els Grans Premis de motocròs han constat tradicionalment de dues o més curses (anomenades "mànegues"), el resultat de les quals computa per igual de cara a la classificació final. Per exemple, si un pilot guanya la primera mànega però queda setè en la segona i un altre les acaba totes dues en segon lloc, serà aquest darrer el guanyador final del Gran Premi. Com a cas paradigmàtic, el 1973 Jim Pomeroy guanyà la primera mànega al Circuit del Vallès i fou quart a la segona, mentre que Hans Maisch quedà segon i tercer respectivament, establint-se així un empat a punts (5 a 5) que es resolgué en favor de Maisch pel còmput global de temps de tots dos pilots, favorable a l'alemany per 7 segons.

### Trofeu Ramon Monsonís (250cc)[7]
| Edició | Any  | Circuit  | Guanyador       | Guanyador |
| ------ | ---- | -------- | --------------- | --------- |
| 1      | 1966 | El Cluet | Francesc Lancho | Montesa   |
| 2      | 1967 | El Cluet | José Sánchez    | Bultaco   |
| 3      | 1968 | El Cluet | Emilio Ostorero | Bultaco   |
| 4      | 1969 | El Cluet | Malcolm Davis   | ČZ        |
| 5      | 1970 | El Cluet | Jackie Wiertz   | Bultaco   |
| 6      | 1971 | El Cluet | Serge Bacou     | Bultaco   |
| 7      | 1972 | El Cluet | Serge Bacou     | Bultaco   |

### Gran Premi d'Espanya de 125cc
Font:
| Edició | Any  | Circuit                                                                                           | Data                                                                                              | Guanyador                                                                                         | Guanyador                                                                                         | Segon                                                                                             | Segon                                                                                             | Tercer                                                                                            | Tercer                                                                                            |
| ------ | ---- | ------------------------------------------------------------------------------------------------- | ------------------------------------------------------------------------------------------------- | ------------------------------------------------------------------------------------------------- | ------------------------------------------------------------------------------------------------- | ------------------------------------------------------------------------------------------------- | ------------------------------------------------------------------------------------------------- | ------------------------------------------------------------------------------------------------- | ------------------------------------------------------------------------------------------------- |
| 1      | 1973 | El Cluet                                                                                          | 30j-1 de juliol                                                                                   | André Malherbe                                                                                    | Zündapp                                                                                           | Raymond Boven                                                                                     | Montesa                                                                                           | Fritz Schneider                                                                                   | Zündapp                                                                                           |
| 2      | 1974 | El Cluet                                                                                          | 13-14 de juliol                                                                                   | Gilbert De Roover                                                                                 | Husqvarna                                                                                         | Giancarlo Curradi                                                                                 | Ancillotti                                                                                        | Gilles Francru                                                                                    | Husqvarna                                                                                         |
|        |      |                                                                                                   |                                                                                                   |                                                                                                   |                                                                                                   |                                                                                                   |                                                                                                   |                                                                                                   |                                                                                                   |
| I      | 1975 | El Cluet                                                                                          | 16-17 d'agost                                                                                     | Akira Watanabe                                                                                    | Suzuki                                                                                            | Gaston Rahier                                                                                     | Suzuki                                                                                            | Jiri Churavy                                                                                      | ČZ                                                                                                |
| II     | 1976 | El Cluet                                                                                          | 14-15 d'agost                                                                                     | Gaston Rahier                                                                                     | Suzuki                                                                                            | Zdenek Velky                                                                                      | ČZ                                                                                                | François Minne                                                                                    | Montesa                                                                                           |
| III    | 1977 | El Cluet                                                                                          | 13-14 d'agost                                                                                     | Gaston Rahier                                                                                     | Suzuki                                                                                            | Gilbert De Roover                                                                                 | Beta                                                                                              | Jiri Churavy                                                                                      | ČZ                                                                                                |
| IV     | 1978 | El Cluet                                                                                          | 12-13 d'agost                                                                                     | Akira Watanabe                                                                                    | Suzuki                                                                                            | Gerard Rond                                                                                       | Yamaha                                                                                            | Götte Liljegren                                                                                   | KTM                                                                                               |
| V      | 1979 | El Cluet                                                                                          | 11-12 d'agost                                                                                     | Harry Everts                                                                                      | Suzuki                                                                                            | Akira Watanabe                                                                                    | Suzuki                                                                                            | Gaston Rahier                                                                                     | Yamaha                                                                                            |
| VI     | 1980 | El Cluet                                                                                          | 16-17 d'agost                                                                                     | Harry Everts                                                                                      | Suzuki                                                                                            | Michele Rinaldi                                                                                   | TGM                                                                                               | Torao Suzuki                                                                                      | Aprilia                                                                                           |
| VII    | 1981 | El Cluet                                                                                          | 15-16 d'agost                                                                                     | Harry Everts                                                                                      | Suzuki                                                                                            | Eric Geboers                                                                                      | Suzuki                                                                                            | Akira Watanabe                                                                                    | Suzuki                                                                                            |
| VIII   | 1982 | El Cluet                                                                                          | 14-15 d'agost                                                                                     | Eric Geboers                                                                                      | Suzuki                                                                                            | Harry Everts                                                                                      | Suzuki                                                                                            | Jacky Vimond                                                                                      | Yamaha                                                                                            |
| IX     | 1983 | El Cluet                                                                                          | 25-26 de juny                                                                                     | Michele Rinaldi                                                                                   | Suzuki                                                                                            | Jacky Vimond                                                                                      | Yamaha                                                                                            | Giuseppe Andreani                                                                                 | KTM                                                                                               |
| X      | 1984 | El Cluet                                                                                          | 14-15 de juliol                                                                                   | Michele Rinaldi                                                                                   | Suzuki                                                                                            | Alain Lejeune                                                                                     | Suzuki                                                                                            | Corrado Maddii                                                                                    | Cagiva                                                                                            |
|        | 1985 | No es disputà (El Cluet acollí el GP de 250cc)                                                    | No es disputà (El Cluet acollí el GP de 250cc)                                                    | No es disputà (El Cluet acollí el GP de 250cc)                                                    | No es disputà (El Cluet acollí el GP de 250cc)                                                    | No es disputà (El Cluet acollí el GP de 250cc)                                                    | No es disputà (El Cluet acollí el GP de 250cc)                                                    | No es disputà (El Cluet acollí el GP de 250cc)                                                    | No es disputà (El Cluet acollí el GP de 250cc)                                                    |
| XI     | 1986 | El Cluet                                                                                          | 31m-1 de juny                                                                                     | John van den Berk                                                                                 | Yamaha                                                                                            | Pekka Vehkonen                                                                                    | Cagiva                                                                                            | Massimo Contini                                                                                   | Cagiva                                                                                            |
|        | 1987 | No es disputà                                                                                     | No es disputà                                                                                     | No es disputà                                                                                     | No es disputà                                                                                     | No es disputà                                                                                     | No es disputà                                                                                     | No es disputà                                                                                     | No es disputà                                                                                     |
| XII    | 1988 | Morón                                                                                             | 7-8 de maig                                                                                       | Jean-Michel Bayle                                                                                 | Honda                                                                                             | Dave Strijbos                                                                                     | Cagiva                                                                                            | Mike Healey                                                                                       | Cagiva                                                                                            |
| XIII   | 1989 | Morón                                                                                             | 15-16 d'abril                                                                                     | Dave Strijbos                                                                                     | Suzuki                                                                                            | Alessandro Puzar                                                                                  | Suzuki                                                                                            | Yves Demaria                                                                                      | Yamaha                                                                                            |
|        |      | 1990-1991: No es disputà                                                                          |                                                                                                   |                                                                                                   |                                                                                                   |                                                                                                   |                                                                                                   |                                                                                                   |                                                                                                   |
| XIV    | 1992 | Jerez                                                                                             | 28-29 de març                                                                                     | Greg Albertyn                                                                                     | Honda                                                                                             | John Van Den Berk                                                                                 | Suzuki                                                                                            | Yves Demaria                                                                                      | Suzuki                                                                                            |
|        | 1993 | No es disputà (Montperler acollí el Premi d'Espanya puntuable per al Campionat d'Europa de 125cc) | No es disputà (Montperler acollí el Premi d'Espanya puntuable per al Campionat d'Europa de 125cc) | No es disputà (Montperler acollí el Premi d'Espanya puntuable per al Campionat d'Europa de 125cc) | No es disputà (Montperler acollí el Premi d'Espanya puntuable per al Campionat d'Europa de 125cc) | No es disputà (Montperler acollí el Premi d'Espanya puntuable per al Campionat d'Europa de 125cc) | No es disputà (Montperler acollí el Premi d'Espanya puntuable per al Campionat d'Europa de 125cc) | No es disputà (Montperler acollí el Premi d'Espanya puntuable per al Campionat d'Europa de 125cc) | No es disputà (Montperler acollí el Premi d'Espanya puntuable per al Campionat d'Europa de 125cc) |
| XV     | 1994 | Montperler                                                                                        | 14-15 de maig                                                                                     | Alessio Chiodi                                                                                    | Honda                                                                                             | Mickaël Pichon                                                                                    | Honda                                                                                             | Massimo Bartolini                                                                                 | TM                                                                                                |
| XVI    | 1995 | Montperler                                                                                        | 8-9 d'abril                                                                                       | Mickaël Maschio                                                                                   | Honda                                                                                             | Dave Strijbos                                                                                     | Suzuki                                                                                            | Alessandro Puzar                                                                                  | Honda                                                                                             |
| XVII   | 1996 | Montperler                                                                                        | 4-5 de maig                                                                                       | Sébastien Tortelli                                                                                | Kawasaki                                                                                          | Frédéric Vialle                                                                                   | Yamaha                                                                                            | Paul Malin                                                                                        | Yamaha                                                                                            |
| XVIII  | 1997 | Montperler                                                                                        | 19-20 d'abril                                                                                     | Bob Moore                                                                                         | Yamaha                                                                                            | Alessandro Puzar                                                                                  | TM                                                                                                | Alessio Chiodi                                                                                    | Yamaha                                                                                            |
| XIX    | 1998 | Montperler                                                                                        | 18-19 d'abril                                                                                     | Alessandro Puzar                                                                                  | TM                                                                                                | Erik Camerlengo                                                                                   | Yamaha                                                                                            | Alessio Chiodi                                                                                    | Husqvarna                                                                                         |
| XX     | 1999 | Montperler                                                                                        | 1-2 de maig                                                                                       | Alessio Chiodi                                                                                    | Husqvarna                                                                                         | Mike Brown                                                                                        | Honda                                                                                             | Thomas Traversini                                                                                 | Husqvarna                                                                                         |
| XXI    | 2000 | Montperler                                                                                        | 25-26 de març                                                                                     | James Dobb                                                                                        | KTM                                                                                               | Mike Brown                                                                                        | Honda                                                                                             | Tomas Traversini                                                                                  | Husqvarna                                                                                         |
|        |      |                                                                                                   |                                                                                                   |                                                                                                   |                                                                                                   |                                                                                                   |                                                                                                   |                                                                                                   |                                                                                                   |
| XXII   | 2001 | Montperler                                                                                        | 17-18 de març                                                                                     | James Dobb                                                                                        | KTM                                                                                               | Thomas Traversini                                                                                 | KTM                                                                                               | Alessio Chiodi                                                                                    | Yamaha                                                                                            |
| XXIII  | 2002 | Montperler                                                                                        | 13-14 d'abril                                                                                     | Mickaël Maschio                                                                                   | Kawasaki                                                                                          | Philippe Dupasquier                                                                               | KTM                                                                                               | Erik Eggens                                                                                       | KTM                                                                                               |
| XXIV   | 2003 | Montperler                                                                                        | 29-30 de març                                                                                     | Mickaël Maschio                                                                                   | Kawasaki                                                                                          | Alessio Chiodi                                                                                    | Yamaha                                                                                            | Andrea Bartolini                                                                                  | Yamaha                                                                                            |

1. ↑   Del 2001 al 2003, el GP d'Espanya ho fou alhora de 125, 250 i 500cc, tot i que aquest darrer any els 250cc es conegueren com a Motocross GP i els 500cc com a 650cc. Aquesta taula reflecteix només els resultats de la categoria de 125cc.

## Estadístiques
S'han considerat tots els resultats compresos entre el 1973 i el 2003.

### Guanyadors múltiples
| Pilot           | Victòries |
| --------------- | --------- |
| Harry Everts    | 3         |
| Mickaël Maschio | 3         |
| Gaston Rahier   | 2         |
| Akira Watanabe  | 2         |
| Alessio Chiodi  | 2         |
| Michele Rinaldi | 2         |
| James Dobb      | 2         |

### Victòries per país
| País          | Victòries |
| ------------- | --------- |
| Bèlgica       | 8         |
| Itàlia        | 5         |
| França        | 5         |
| Japó          | 2         |
| Països Baixos | 2         |
| Regne Unit    | 2         |
| Estats Units  | 1         |
| Sud-àfrica    | 1         |
| Total         | 26        |

### Victòries per marca
| Marca     | Victòries |
| --------- | --------- |
| Suzuki    | 11        |
| Honda     | 4         |
| Kawasaki  | 3         |
| Yamaha    | 2         |
| KTM       | 2         |
| Husqvarna | 2         |
| Zündapp   | 1         |
| TM        | 1         |
| Total     | 26        |